# Фальфиц
Фальфиц (нем. Valfitz) — коммуна в Германии, в земле Саксония-Анхальт. 
Входит в состав района Зальцведель. Подчиняется управлению Зальцведель-Ланд.  Население составляет 151 человек (на 31 декабря 2006 года). Занимает площадь 7,17 км². Официальный код  —  15 3 70 113.